# 陈俊武
陈俊武（1927年3月17日—2024年5月1日），祖籍福州长乐，出生于北京，炼油工程专家，中国科学院院士。

## 生平
陈俊武于1948年毕业于北京大学。此后在抚顺人造石油厂工作。1956年起任职于石油工业部抚顺设计院（现为洛阳石油化工工程公司），曾历任装置设计师、工厂设计师、副总工程师、副院长兼总工程师、院长等。
1960年代，陈俊武主持设计了中国第一套流化催化裂化装置。1969年，搬迁到条件极为艰苦的宜阳县竹园沟，从此扎根洛阳，在文革期间仍科研不辍。1980年代又指导设计了中国第一套同轴式催化裂化装置，并于1985年获国家科技进步一等奖。1990年被授予“国家工程设计大师”，1991年当选中国科学院化学部学部委员（院士）。

## 家庭
其父陳訓昶是宣統二年的進士。姐姐陈舜瑶是中共元老宋平妻子。